# Ídolos (7.ª temporada)
A sétima e última temporada  do programa de televisão brasileiro Ídolos (quinta a ser exibida pela Record) teve sua estreia no dia 4 de setembro de 2012. Os jurados deste ano foram Marco Camargo, Fafá de Belém e Supla; os dois últimos entraram para o júri neste ano substituindo Luiza Possi e Rick Bonadio, respectivamente. Rodrigo Faro deixou a apresentação do programa após quatro anos e neste ano foi substituído por Marcos Mion. A faixa etária de inscrição foi de 15 a 30 anos, assim como a edição anterior. O prêmio principal, que anteriormente era um contrato com uma gravadora para o lançamento de um álbum, neste ano foi 500 mil reais para o vencedor investir na carreira.
Nessa temporada foi introduzido o "Veto dos Jurados", semelhante ao "Judges' Save" da versão estadunidense American Idol. Após a revelação do menos votado da semana, os jurados podem salvar o eliminado caso haja consenso entre eles, fazendo com que a competição continue intacta por mais uma semana. O Veto pode ser usado apenas uma vez durante as finais. Esse foi usado pelos jurados no Top 9, onde haveria uma eliminação dupla, para salvar a candidata Pryscilla Silva.
A grande final, exibida em 13 de dezembro de 2012, deu a vitória a Everton Silva. Pela primeira vez na versão brasileira, a grande final teve três candidatos disputando o título de novo ídolo, em vez de dois. Após a grande final da temporada, a Record anunciou o encerramento do programa, portanto, essa foi a última temporada de Ídolos no Brasil.

## Inscrições
O Ídolos 2012 bateu um novo recorde de inscrições, com aproximadamente 100 mil inscritos, superando a edição anterior que teve 49 mil. A caravana do talent show passou por Salvador, com mais de 18 mil inscritos; depois seguiu para Goiânia, onde concentrou mais de 11 mil inscritos. No Rio de Janeiro, foram cerca de 25 mil pessoas e, em Porto Alegre, 11 mil jovens. São Paulo fechou as Audições com 30 mil inscritos.

## Audições
As audições foram feitas nas seguintes cidades:
| Cidade                          | Data                | Local                          | Jurado convidado |
| Salvador, Bahia                 | 9 de junho de 2012  | Estádio Manoel Barradas        | Alinne Rosa      |
| Goiânia, Goiás                  | 23 de junho de 2012 | Centro Cultural Oscar Niemeyer | Nenhum           |
| Rio de Janeiro, Rio de Janeiro  | 30 de junho de 2012 | Maracanãzinho                  | Buchecha         |
| Porto Alegre, Rio Grande do Sul | 7 de julho de 2012  | Ginásio Gigantinho             | Elano            |
| São Paulo, São Paulo            | 14 de julho de 2012 | Estádio do Canindé             | Eduardo Costa    |

## Resort
Na temporada de 2012, a segunda fase, que era a fase do Teatro nas edições anteriores, foi realizada no Mavsa Resort, na cidade de Cesário Lange, em São Paulo. Foram quatro dias de provas com a presença de preparadores vocais para ensaiar com os candidatos. A banda do programa também acompanhou as apresentações musicais. As seletivas consistiram nas mesmas etapas do teatro das edições anteriores, mas com algumas diferenças. No total, foram 115 cantores aprovados na fase das audições. Logo no começo da fase do resort, eles foram divididos em dois grupos: o primeiro grupo formado pelos aprovados por unanimidade nas audições, e o segundo grupo por aqueles que não foram aprovados por unanimidade.

### Chorus Line
Nesta etapa, apenas os candidatos que não foram aprovados por unanimidade nas audições se apresentaram para os jurados cantando um trecho de uma música de escolha livre a cappella. Após as apresentações, os jurados deliberaram e alguns candidatos foram eliminados, enquanto 20 selecionados puderam se juntar aos demais que não precisaram participar desta etapa por terem sido aprovados por unanimidade nas audições.

### Duplas
Na etapa das duplas, os candidatos selecionados e aqueles que não precisaram participar da etapa anterior tiveram que organizar um dueto com uma dessas músicas: "Preciso Dizer que Te Amo" (Cazuza), "É Preciso Saber Viver" (Roberto Carlos), "O Descobridor dos Sete Mares" (Tim Maia), "Fogão de Lenha" (Chitãozinho & Xororó), "Por Causa de Você, Menina" (Jorge Ben Jor) e "Assim Você Mata o Papai" (Sorriso Maroto). Além de serem julgados em duplas, os candidatos eram julgados individualmente, portanto as eliminações eram individuais e não necessariamente da dupla. 41 candidatos avançaram para a última etapa.

### Solos
Última etapa do resort. Os 41 candidatos restantes teriam que cantar individualmente e com acompanhamento da banda uma dessas músicas: "Verdade" (Zeca Pagodinho), "Se Você Pensa" (Roberto Carlos), "Vou Deitar e Rolar" (Elis Regina), "Incondicional" (Luan Santana), "O Xote das Meninas" (Luiz Gonzaga), "Cowboy Fora da Lei" (Raul Seixas), "Ainda Bem" (Marisa Monte) e "Cuida de Mim" (Tomate). Após as apresentações, cada candidato se encontrou com os jurados para ouvir a decisão final. Dessa etapa, somente 15 candidatos avançaram para a Semifinal.

## Semifinal
Os quinze semifinalistas foram oficialmente anunciados em 19 de outubro de 2012 e se apresentaram em 23 de outubro de 2012, com os resultados sendo divulgados no episódio seguinte que foi ao ar em 25 de outubro de 2012. Os cinco candidatos com o maior número de votos do público foram automaticamente classificados para as finais. Mais tarde, durante o programa, os jurados decidiram quem seriam os outros cinco restantes que completariam o Top 10.
| Legenda: |
| --- |
| O candidato ficou entre os 5 mais votados pelo público e avançou automaticamente para as finais                |
| O candidato não ficou entre os 5 mais votados pelo público, mas avançou posteriormente por decisão dos jurados |
| O candidato não ficou entre os 5 mais votados pelo público nem entre os 5 salvos pelos jurados e foi eliminado |

### Top 15 - Cante seuÍdolo
| Ordem | Candidato(a)        | Música (cantor original)                             | Resultado           |
| ----- | ------------------- | ---------------------------------------------------- | ------------------- |
| 1     | Kim Lírio           | “Menina Veneno” (Ritchie)                            | Salvo pelos jurados |
| 2     | Jéssica Campos      | "As Rosas Não Falam" (Cartola)                       | Salva pelos jurados |
| 3     | Thiago Lucas        | “Quando É Amor” (Alexandre Pires)                    | Eliminado           |
| 4     | Betânia Delazeri    | "Man! I Feel Like a Woman!" (Shania Twain)           | Eliminada           |
| 5     | Leonardo Cavalcante | "Foi Deus" (Edson & Hudson)                          | Salvo               |
| 6     | Thiago Thaylom      | “Pensando em Você (Shining Star)” (Maurício Manieri) | Salvo pelos jurados |
| 7     | Quinara Vizeu       | “I Have Nothing” (Whitney Houston)                   | Salva               |
| 8     | Everton Silva       | “Não Deixe o Samba Morrer” (Alcione)                 | Salvo               |
| 9     | Pryscilla Silva     | “Tocando em Frente” (Almir Sater)                    | Salva pelos jurados |
| 10    | Raphael Leandro     | “Always” (Bon Jovi)                                  | Salvo               |
| 11    | Marcus Vinicius     | “Flor de Lis” (Djavan)                               | Eliminado           |
| 12    | Simone Schuster     | “Blues da Piedade” (Cazuza)                          | Eliminada           |
| 13    | Tiago Barbosa       | “Proposta” (Roberto Carlos)                          | Salvo               |
| 14    | Rachel Moraes       | "Atrás da Porta" (Elis Regina)                       | Eliminada           |
| 15    | Ana Paula Nogueira  | “Sangrando” (Gonzaguinha)                            | Salva pelos jurados |

## Finais

### Finalistas
Os dez finalistas foram oficialmente revelados em 25 de outubro de 2012, durante o episódio de resultados da Semifinal.

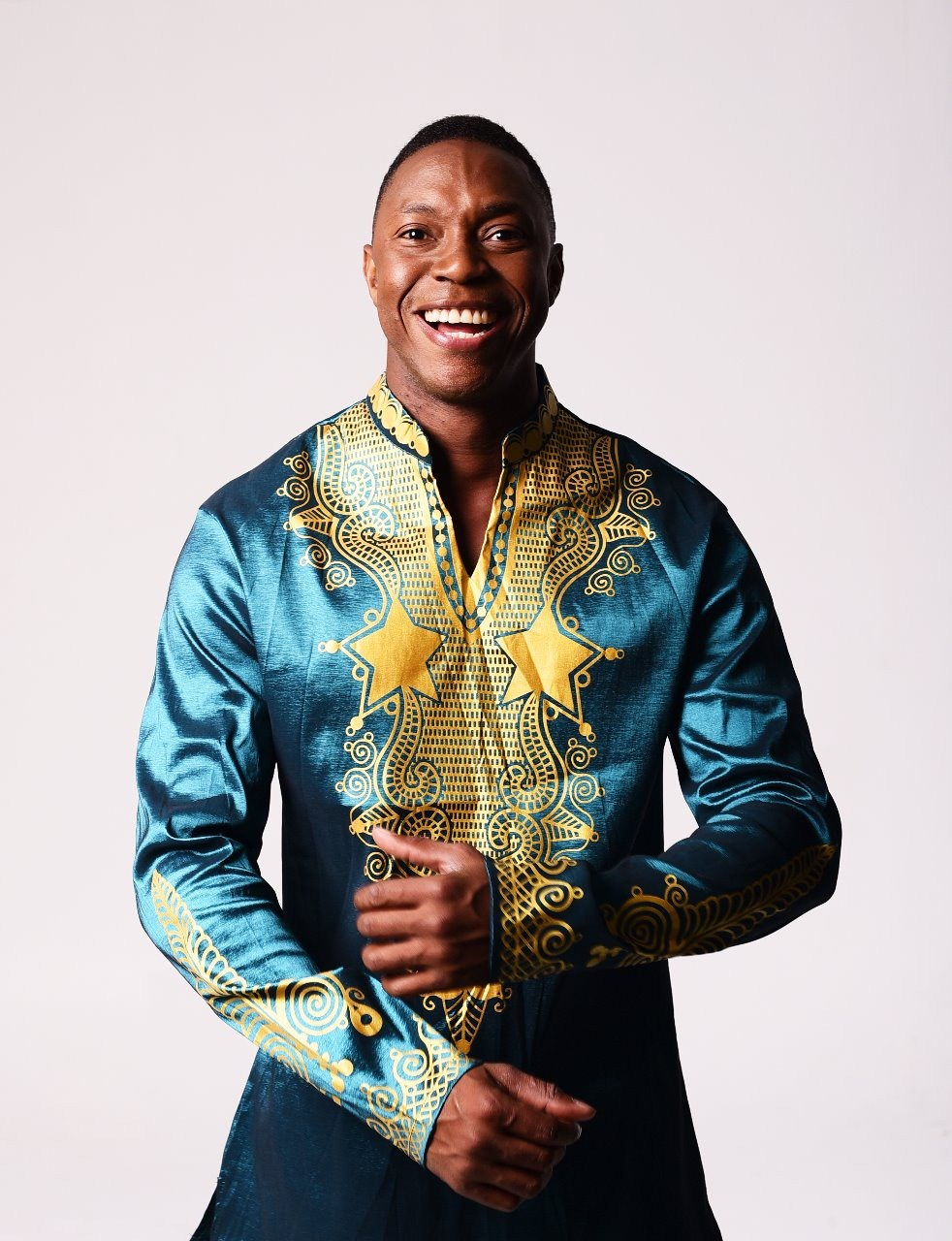
Tiago Barbosa, o oitavo colocado da temporada.

(idades e cidades fornecidas ao ingressar na competição)
| Candidato(a)        | Idade | Cidade                             | Resultado                                |
| ------------------- | ----- | ---------------------------------- | ---------------------------------------- |
| Everton Silva       | 22    | Porto Alegre, Rio Grande do Sul    | Vencedor em 13 de dezembro de 2012       |
| Leonardo Cavalcante | 16    | Três Lagoas, Mato Grosso do Sul    | Vice-campeões² em 13 de dezembro de 2012 |
| Quinara Vizeu       | 20    | Porto Alegre, Rio Grande do Sul    | Vice-campeões² em 13 de dezembro de 2012 |
| Raphael Leandro     | 24    | São Paulo, São Paulo               | 7º eliminado em 6 de dezembro de 2012    |
| Kim Lírio           | 21    | Porto Alegre, Rio Grande do Sul    | 6º eliminado em 29 de novembro de 2012   |
| Thiago Thaylom      | 27    | Tacuru, Mato Grosso do Sul         | 5º eliminado¹ em 22 de novembro de 2012  |
| Pryscilla Silva     | 19    | Goiânia, Goiás                     | 4ª eliminada¹ em 22 de novembro de 2012  |
| Tiago Barbosa       | 27    | São João de Meriti, Rio de Janeiro | 3º eliminado em 15 de novembro de 2012   |
| Ana Paula Nogueira  | 22    | Barbalha, Ceará                    | 2ª eliminada em 8 de novembro de 2012    |
| Jéssica Campos      | 27    | Nilópolis, Rio de Janeiro          | 1ª eliminada em 1 de novembro de 2012    |

Nota 1: Pryscilla Silva e Thiago Thaylom foram eliminados no Top 7. Pryscilla foi anunciada primeiro.

Nota 2: Não foi divulgado quem ficou em 2.º e 3.º lugar entre Leonardo Cavalcante e Quinara Vizeu.

| Legenda:                                                  |
| --------------------------------------------------------- |
| O candidato foi salvo pelo público                        |
| O candidato ficou entre os 4 menos votados pelo público   |
| O candidato ficou entre os 3 menos votados pelo público   |
| O candidato ficou entre os 2 menos votados pelo público   |
| O candidato foi o menos votado pelo público e eliminado   |
| O candidato foi salvo da eliminação pelo Veto dos Jurados |
| O candidato foi vice-campeão do programa                  |
| O candidato foi vencedor do programa                      |

### Top 10 - Eles cantam elas; Elas cantam eles
Homens cantam sucessos de intérpretes femininas e mulheres cantam sucessos de intérpretes masculinos.
| Ordem | Candidato(a)        | Música (cantor original)                          | Resultado       |
| ----- | ------------------- | ------------------------------------------------- | --------------- |
| 1     | Jéssica Campos      | “Maria, Maria” (Milton Nascimento)                | Eliminada       |
| 2     | Tiago Barbosa       | “Retratos e Canções” (Sandra de Sá)               | Salvo           |
| 3     | Thiago Thaylom      | “Poker Face” (Lady Gaga)                          | Salvo           |
| 4     | Pryscilla Silva     | “Meu Disfarce” (Chitãozinho & Xororó)             | 3ª menos votada |
| 5     | Raphael Leandro     | “Quando a Chuva Passar” (Ivete Sangalo)           | Salvo           |
| 6     | Kim Lírio           | “Admirável Chip Novo” (Pitty)                     | 2º menos votado |
| 7     | Ana Paula Nogueira  | “Abre a Porta” (Dominguinhos)                     | Salva           |
| 8     | Leonardo Cavalcante | “Olha o Que o Amor Me Faz” (Sandy/Sandy & Junior) | Salvo           |
| 9     | Everton Silva       | “Dois Pra Lá, Dois Pra Cá” (Elis Regina)          | Salvo           |
| 10    | Quinara Vizeu       | “I'll Be There” (The Jackson 5)                   | Salva           |

### Top 9 - Sucessos dosAnos 80
Esta semana teria dois eliminados, com isso foram anunciados quatro menos votados. Ana Paula Nogueira e Pryscilla Silva foram as duas menos votadas da semana, porém os jurados decidiram usar o Veto e salvaram Pryscilla. Com isso, apenas Ana Paula deixou a competição nessa semana. Não foi divulgado qual das duas foi a menos votada, embora Ana Paula Nogueira tenha sido anunciada antes.
| Ordem | Candidato(a)        | Música (cantor original)                    | Resultado           |
| ----- | ------------------- | ------------------------------------------- | ------------------- |
| 1     | Ana Paula Nogueira  | “Banho de Cheiro” (Elba Ramalho)            | Eliminada           |
| 2     | Leonardo Cavalcante | “Entre Tapas e Beijos” (Leandro & Leonardo) | Salvo               |
| 3     | Quinara Vizeu       | “Bye Bye Tristeza” (Sandra de Sá)           | 3ª menos votada     |
| 4     | Raphael Leandro     | “Nuvem de Lágrimas” (Chitãozinho & Xororó)  | Salvo               |
| 5     | Everton Silva       | “Falsa Consideração” (Alcione)              | Salvo               |
| 6     | Pryscilla Silva     | “Lágrimas e Chuva” (Kid Abelha)             | Salva pelos jurados |
| 7     | Kim Lírio           | “Sweet Child o' Mine” (Guns N' Roses)       | Salvo               |
| 8     | Thiago Thaylom      | “Aguenta Coração” (José Augusto)            | 4º menos votado     |
| 9     | Tiago Barbosa       | “Bem que Se Quis” (Marisa Monte)            | Salvo               |

### Top 8 - Versões brasileiras de canções estrangeiras
- Apresentação musical: Roupa Nova

| Ordem | Candidato(a)        | Música (cantor original)                          | Versão original (cantor original)            | Resultado       |
| ----- | ------------------- | ------------------------------------------------- | -------------------------------------------- | --------------- |
| 1     | Tiago Barbosa       | “No Meu Coração Você Vai Sempre Estar” (Ed Motta) | “You'll Be in My Heart” (Phil Collins)       | Eliminado       |
| 2     | Quinara Vizeu       | “Ficar com Você” (Patricia Marx)                  | "I Wanna Be Where You Are" (Michael Jackson) | Salva           |
| 3     | Kim Lírio           | “Não Resisto a Nós Dois” (Wanessa Camargo)        | “Breakaway” (Kelly Clarkson)                 | Salvo           |
| 4     | Everton Silva       | “Edmundo” (Pitty)                                 | “In The Mood” (Glenn Miller)                 | Salvo           |
| 5     | Leonardo Cavalcante | “Coração Espinhado” (Leonardo)                    | “Corazón Espinado” (Santana & Maná)          | Salvo           |
| 6     | Thiago Thaylom      | “Viver é Ter Você pra Mim” (Robinson Monteiro)    | “Greatest Love of All” (Whitney Houston)     | 3º menos votado |
| 7     | Pryscilla Silva     | “Por Te Amar Assim” (Marlon & Maicon)             | “Por Amarte Así” (Cristian Castro)           | Salva           |
| 8     | Raphael Leandro     | “Você Vai Voltar pra Mim” (Nathalia Siqueira)     | “What Hurts the Most” (Rascal Flatts)        | 2º menos votado |

### Top 7 -HitsNacionais
Nessa semana, dois candidatos foram eliminados. Com isso, foram anunciados quatro menos votados. Não foi divulgado qual dos dois eliminados foi o menos votado, embora Pryscilla Silva tenha sido anunciada antes.
| Ordem | Candidato(a)        | Música (cantor original)                                           | Resultado       |
| ----- | ------------------- | ------------------------------------------------------------------ | --------------- |
| 1     | Raphael Leandro     | “Sem Me Controlar” (Marcos & Belutti)                              | Salvo           |
| 2     | Pryscilla Silva     | “Eu Nunca Amei Alguém como Te Amei” (Ivete Sangalo/Roberto Carlos) | Eliminada       |
| 3     | Kim Lírio           | “Cedo ou Tarde” (NX Zero)                                          | 3º menos votado |
| 4     | Leonardo Cavalcante | “Tem Que Ser Você” (Victor & Leo)                                  | Salvo           |
| 5     | Quinara Vizeu       | “Você Me Vira a Cabeça” (Alcione)                                  | 4ª menos votada |
| 6     | Thiago Thaylom      | “Vem Me Amar” (Alexandre Pires)                                    | Eliminado       |
| 7     | Everton Silva       | “Sufoco” (Alcione)                                                 | Salvo           |

### Top 5 -Elis ReginaeLuiz Gonzaga
| Ordem | Candidato(a)        | Música (Elis Regina) | Ordem | Música (Luiz Gonzaga) | Resultado       |
| ----- | ------------------- | -------------------- | ----- | --------------------- | --------------- |
| 1     | Everton Silva       | "Saudosa Maloca"     | 10    | "Boiadeiro"           | Salvo           |
| 2     | Leonardo Cavalcante | "Tiro ao Álvaro"     | 9     | "Juazeiro"            | Salvo           |
| 3     | Quinara Vizeu       | "Fascinação"         | 7     | "A Vida do Viajante"  | 3ª menos votada |
| 4     | Kim Lírio           | "Aprendendo a Jogar" | 6     | "Asa Branca"          | Eliminado       |
| 5     | Raphael Leandro     | "Casa no Campo"      | 8     | "Baião"               | 2º menos votado |

### Top 4 - Escolha dos Jurados
Inicialmente, nessa semana haveria mais uma eliminação dupla, enquanto os dois mais votados iriam para a grande final da temporada. Porém, ao anunciar os resultados, o apresentador Marcos Mion avisou que aconteceria uma "grande mudança". Foi revelado por ele logo após que, neste ano, em vez de dois finalistas, a grande final teria três candidatos, sendo então a primeira e única temporada de Ídolos a ter três finalistas na grande final. Com isso, apenas Raphael Leandro deixou a competição nessa semana.
| Ordem | Candidato(a)        | Música (cantor original) - Escolhida por                              | Ordem | Música (cantor original) - Escolhida por                                   | Resultado |
| ----- | ------------------- | --------------------------------------------------------------------- | ----- | -------------------------------------------------------------------------- | --------- |
| 1     | Leonardo Cavalcante | "Amar Não É Pecado" (Luan Santana) - Marco Camargo                    | 6     | "Você Não Me Ensinou a Te Esquecer" (Caetano Veloso) - Supla               | Salvo     |
| 2     | Quinara Vizeu       | "O Amor e o Poder" (Rosana) - Fafá de Belém                           | 5     | "I Will Always Love You" (Whitney Houston) - Marco Camargo e Fafá de Belém | Salva     |
| 3     | Everton Silva       | "Retalhos de Cetim" (Benito di Paula) - Marco Camargo e Fafá de Belém | 7     | "Trem das Onze" (Demônios da Garoa) - Marco Camargo                        | Salvo     |
| 4     | Raphael Leandro     | "Agora Só Falta Você" (Rita Lee) - Supla                              | 8     | "Fio de Cabelo" (Chitãozinho & Xororó) - Fafá de Belém                     | Eliminado |

### Top 3 (Grande Final) - Música da Audição, Escolha Livre e Favorita
- Apresentações musicais: Luan Santana, Diogo Nogueira, Fernando Franco, Martinho da Vila e Rodrigo Faro

Na primeira rodada, os três candidatos cantaram as músicas das suas audições. A segunda rodada foi de escolha livre. Na terceira rodada, os candidatos cantaram a música com que mais gostaram de se apresentar durante o programa. Pela primeira e única vez no Ídolos, a grande final não teve os finalistas cantando músicas inéditas como seus singles de vencedor, já que neste ano o vencedor não teve o prêmio de ser contratado por uma gravadora, e sim 500 mil reais.
| Ordem | Candidato(a)        | Música (cantor original)          | Ordem | Música (cantor original)     | Ordem | Música (cantor original)                    | Resultado         |
| ----- | ------------------- | --------------------------------- | ----- | ---------------------------- | ----- | ------------------------------------------- | ----------------- |
| 1     | Leonardo Cavalcante | "Meu Segredo" (Bruno & Marrone)   | 4     | "Aí Já Era" (Jorge & Mateus) | 7     | "Olha o Que o Amor Me Faz" (Sandy & Junior) | Vice-campeões [A] |
| 2     | Quinara Vizeu       | "If I Were a Boy" (Beyoncé)       | 5     | "Olha" (Roberto Carlos)      | 8     | "Ficar com Você" (Patricia Marx)            | Vice-campeões [A] |
| 3     | Everton Silva       | "Naquela Mesa" (Nelson Gonçalves) | 6     | "Andança" (Beth Carvalho)    | 9     | "Não Deixe o Samba Morrer" (Alcione)        | Vencedor          |

[A] - Foi apenas anunciado que Everton Silva foi o vencedor; não foi divulgado quem ficou em 2.º e 3.º lugar entre Leonardo Cavalcante e Quinara Vizeu.

## Apresentações em grupo e Convidados
| Semana               | Cantores                                                        | Música                                                                                   |
| Top 15               | Top 15                                                          | "Vou Deixar" (Skank)                                                                     |
| Top 9                | Top 9                                                           | "Você Não Soube Me Amar" (Blitz)                                                         |
| Top 8                | Top 8 e Roupa Nova                                              | "Coração Pirata"                                                                         |
| Top 8                | Roupa Nova                                                      | "Frisson"                                                                                |
| Top 3 (Grande Final) | Luan Santana                                                    | "Nêga" / "Meteoro" / "Você Não Sabe o Que É Amor" / "Amar Não É Pecado"                  |
| Top 3 (Grande Final) | Diogo Nogueira                                                  | "O Que É, O Que É?" (Gonzaguinha)                                                        |
| Top 3 (Grande Final) | Finalistas eliminados                                           | "Meu Disfarce" / "Nuvem de Lágrimas" (Chitãozinho & Xororó) / "Vermelho" (Fafá de Belém) |
| Top 3 (Grande Final) | Leonardo Cavalcante e Fernando Franco (vencedor do Ídolos Kids) | "É o Amor" (Zezé Di Camargo & Luciano)                                                   |
| Top 3 (Grande Final) | Everton Silva e Martinho da Vila                                | "Mulheres" (Martinho da Vila)                                                            |
| Top 3 (Grande Final) | Quinara Vizeu e Fafá de Belém                                   | "Cavalgada" (Roberto Carlos)                                                             |
| Top 3 (Grande Final) | Rodrigo Faro                                                    | "El Día Que Me Quieras" (Luis Miguel) / "María" (Ricky Martin)                           |
| Top 3 (Grande Final) | Martinho da Vila                                                | "Um Grande Amor"                                                                         |
| Top 3 (Grande Final) | Luan Santana                                                    | "Sogrão Caprichou"                                                                       |

## Resultados
| Top 15 | Top 10 | Vice-campeões | Ídolo 2012 |

| Salvo pelo público | Salvo pelos jurados | 4 menos votados | 3 menos votados | 2 menos votados | Eliminado |

| Fase:   | Fase:               | Semifinal  | Finais     | Finais     | Finais     | Finais     | Finais     | Finais     | Finais        | Finais     | Finais     |  |
| Fase:   | Fase:               | Top 15     | Top 10     | Top 9      | Top 8      | Top 7      | Top 5      | Top 4      | Top 3         |            |            |  |
| Semana: | Semana:             | 25/10      | 01/11      | 08/111     | 15/11      | 22/112     | 29/11      | 06/123     | 13/124        |            |            |  |
| Posição | Candidato(a)        | Resultados | Resultados | Resultados | Resultados | Resultados | Resultados | Resultados | Resultados    | Resultados | Resultados |  |
| 1       | Everton Silva       | Salvo      | Salvo      | Salvo      | Salvo      | Salvo      | Salvo      | Salvo      | Vencedor      |            |            |  |
| 2–3     | Leonardo Cavalcante | Salvo      | Salvo      | Salvo      | Salvo      | Salvo      | Salvo      | Salvo      | Vice-campeões |            |            |  |
| 2–3     | Quinara Vizeu       | Salva      | Salva      | 3-         | Salva      | 4-         | 3-         | Salva      | Vice-campeões |            |            |  |
| 4       | Raphael Leandro     | Salvo      | Salvo      | Salvo      | 2-         | Salvo      | 2-         | Eliminado  |               |            |            |  |
| 5       | Kim Lírio           | Salvo      | 2-         | Salvo      | Salvo      | 3-         | Eliminado  |            |               |            |            |  |
| 6–7     | Thiago Thaylom      | Salvo      | Salvo      | 4-         | 3-         | Eliminados |            |            |               |            |            |  |
| 6–7     | Pryscilla Silva     | Salva      | 3-         | Salva      | Salva      | Eliminados |            |            |               |            |            |  |
| 8       | Tiago Barbosa       | Salvo      | Salvo      | Salvo      | Eliminado  |            |            |            |               |            |            |  |
| 9       | Ana Paula Nogueira  | Salva      | Salva      | Eliminada  |            |            |            |            |               |            |            |  |
| 10      | Jéssica Campos      | Salva      | Eliminada  |            |            |            |            |            |               |            |            |  |
| 11–15   | Betânia Delazeri    | Eliminados |            |            |            |            |            |            |               |            |            |  |
| 11–15   | Marcus Vinicius     | Eliminados |            |            |            |            |            |            |               |            |            |  |
| 11–15   | Rachel Moraes       | Eliminados |            |            |            |            |            |            |               |            |            |  |
| 11–15   | Simone Schuster     | Eliminados |            |            |            |            |            |            |               |            |            |  |
| 11–15   | Thiago Lucas        | Eliminados |            |            |            |            |            |            |               |            |            |  |

Notas
- ↑Nota 1:  Esta semana teria dois eliminados, com isso foram anunciados quatro menos votados. Ana Paula Nogueira e Pryscilla Silva foram as duas menos votadas da semana, porém os jurados decidiram usar o Veto e salvaram Pryscilla. Com isso, apenas Ana Paula deixou a competição nessa semana. Não foi divulgado qual das duas foi a menos votada, embora Ana Paula Nogueira tenha sido anunciada antes.
- ↑Nota 2:  Esta semana teve dois eliminados, com isso foram anunciados quatro menos votados. Não foi divulgado qual dos dois eliminados foi o menos votado, embora Pryscilla Silva tenha sido anunciada antes.
- ↑Nota 3:  Inicialmente, nesta semana haveria mais uma eliminação dupla, enquanto os dois mais votados iriam para a grande final da temporada. Porém, ao anunciar os resultados, o apresentador Marcos Mion anunciou que neste ano aconteceria uma mudança: pela primeira vez na história do formato brasileiro aconteceria uma grande final com três candidatos. Com isso, apenas Raphael Leandro deixou a competição nessa semana.
- ↑Nota 4:  Na grande final, foi anunciado apenas que Everton Silva foi o vencedor; não foi divulgado quem ficou em 2.º e 3.º lugar entre Leonardo Cavalcante e Quinara Vizeu.